# Wow (singel Kylie Minogue)
Wow – drugi singel australijskiej piosenkarki Kylie Minogue, który pochodzi z albumu X (z 2007 roku).

## Listy utworów i formaty
| Digital download (wydany 18 lutego 2008) 1. „Wow” UK CD single #1 (CDR6754; wydany 18 lutego 2008) 1. „Wow” 2. „Cherry Bomb” (Minogue, Karen Poole, Christian Karlsson, Pontus Winnberg, Jonas Quant) UK CD single #2 (UK: CDRS6754; wydany 18 lutego 2008) 1. „Wow” 2. „Do It Again” (Minogue, Kurstin, Poole) 3. „Carried Away” (Minogue, Kurstin, Poole) 4. „Wow” (Death Metal Disco Scene mix) UK 12" Picture disc (12R6754; wydany 18 lutego 2008) 1. „Wow” 2. „Wow” (CSS remix) 3. „Wow” (F*** Me I’m Famous remix by David Guetta + Joachim Garraud) 4. „Wow” (MSTRKRFT remix) Australian CD single (5144270082; wydany 16 lutego 2008) 1. „Wow” 2. „Do It Again” 3. „Carried Away” 4. „Wow” (Death Metal Disco Scene mix) Digital download Bundle #1 (wydany 16 lutego 2008) 1. „Wow” 2. „Do It Again” 3. „Carried Away” 4. „Cherry Bomb” | Digital download Bundle #2 (wydany 16 lutego 2008) 1. „Wow” 2. „Wow” (CSS remix) 3. „Wow” (MSTRKRFT remix) 4. „Wow” (F*** Me I’m Famous remix by David Guetta + Joachim Garraud) 5. „Wow” (Death Metal Disco Scene mix) Digital download Bundle #3 (wydany 16 lutego 2008) 1. „Wow” (Edit) 2. „2 Hearts” (Mark Brown’s Pach Ibiza Upper Terrace mix) 3. „Wow” music video (UK only) EU 2 Track CD (wydany 6 czerwca 2008) 1. „Wow” 2. „Can’t Get You Out of My Head” (Greg Kurstin Remix) EU Maxi CD (wydany 4 lipca 2008) 1. „Wow” 2. „Wow” (Death Metal Disco Scene Mix) 3. „Wow” (CSS Remix) 4. „Wow” (Video) |